# Паричі
Па́ричі (біл. Парычы) — селище міського типу в Світлогорському районі Білорусі на річці Березина (притока Дніпра) за 33 км від Світлогорську, 31 км від залізничної станції Світлогорськ-на-Березині на лінії Жлобин-Калинковичі, на автомобільній дорозі Бобруйськ-Калинковичі. Населення — 2,3 тис. осіб (за даними на 2006 рік).

## Історія
Відомі з XVI століття як державний маєток в Бобруйському старостві Речі Посполитої. З 1793 в складі Російської імперії, містечко, центр волості Бобруйського повіту. У 1924—1960 центр району. З 1938 селище міського типу. З 1961 в Свєтлогорському районі.

## Економіка
Підприємства будівельних матеріалів, лісової, харчової промисловості.

## Відомі особистості
В поселенні народилися:
- Міцкевич Миколай Антонович (1901—1954) — білоруський режисер і актор.
- Дворкін Леонід Йосипович (* 1940) — радянський та український вчений.
- Колеснікова Любов Іллівна (* 1949) — радянський і російський учений-медик.

## Цікаві місця
- Дерев'яна будівля лікарні (2-а пол. XIX ст.)
- Будівля жіночого училища (1881)
- Будинок лісопромисловця (нач. ХХ ст.).
- Здудицький кам'яний хрест.